# Decachorda conspersa
Decachorda conspersa is een vlinder uit de familie nachtpauwogen (Saturniidae). De wetenschappelijke naam van deze soort is voor het eerst geldig gepubliceerd in  door Hampson, ????.
De soort komt voor in tropisch Afrika.